# John Ranch
John Raymond "JR" Ranch, född 16 november 1940 i Bondi i New South Wales, är en australisk före detta roddare.
Ranch blev olympisk silvermedaljör i åtta med styrman vid sommarspelen 1968 i Mexico City.